# プーマ (自動車)

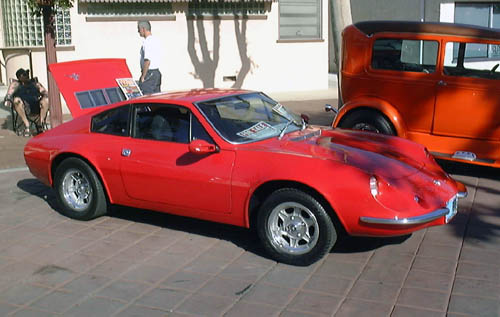
プーマ・GTE

プーマ（Puma）は、1967年から1997年まで存在したブラジルの自動車メーカー。

## 概要

### 設立
イタリア系ブラジル人のリノ・マルツォーニにより、ブラジルのサンパウロ州を本拠に1964年に設立された。その後1967年に、フォルクスワーゲンのブラジル法人である「フォルクスワーゲン・ド・ブラジル」が生産していた「フスカ」のコンポーネンツを流用した小型スポーツカーの「GT」の生産を開始した。

### 拡大

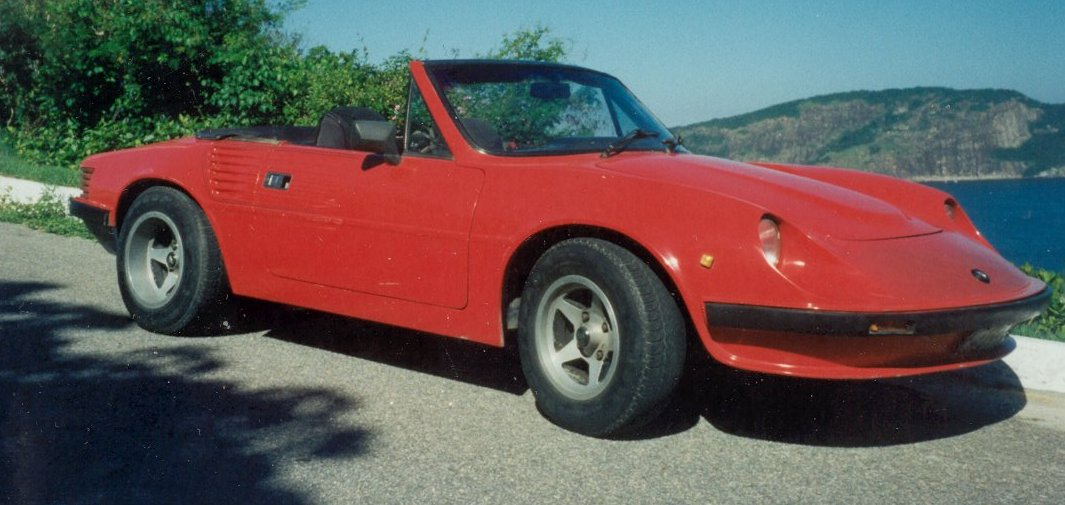
GTS（1983年）

なお当時、ブラジルは政府の自動車産業育成政策を受けて完成車の輸入が事実上禁止されていたことから、「フォルクスワーゲン・SP2」や「カルマンギアTC」などとともにブラジル市場で販売される数少ないスポーツカーとして人気を博し、グラスファイバー製ボディの「GTE」や「GTS」などがヨーロッパやアメリカのみならず、日本にも輸出された。
さらにその後、南アフリカでの生産も開始したほか、「シボレー・オパラ」のコンポーネンツを流用した2+2クーペの「GTB」を1973年に発売するなど、そのラインナップを拡大した。

### 閉鎖
しかし、1980年代になるとブラジル景気の悪化とともに販売台数が低迷し事業の財政難が顕在化し、1985年に他社に売却された。その後生産体制を縮小したものの業績は回復せず、さらに完成車の輸入が解禁されたことも影響して、1997年にフォード・モーターのブラジル法人にその権利ともども買収された。

## 車種

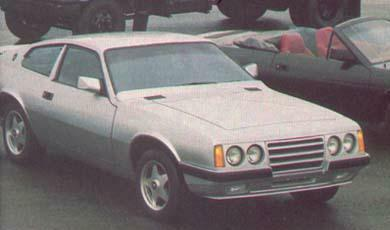
AMV5（1990年）

- GT
- GTB
- GTS
- GTI
- GTC
- AM3
- AM4
- AMV5